# Церковь Святого Апостола Матфея (Рокишкис)
Церковь Святого апостола и евангелиста Матфея (лит. Šv. apaštalo evangelisto Mato bažnyčia) — католический храм в городе Рокишкис, Литва. Вместе с колокольней и часовней образует один из самых красивых неоготических ансамблей в Литве. Включена в Регистр культурных ценностей Литовской Республики, охраняется государством (код 22373).

## История
Первое упоминание о приходской церкви в этом месте относится к 1500 году. В 1590 году была построена новая деревянная церковь. К 1700 году основана приходская школа. В 1708—1713 годах Еленой Крошиньской-Тизенгаузен была построена церковь взамен сгоревшей. Здание было крестообразной формы, имело 5 алтарей. В 1864 году церковь сгорела, службы были перенесены в кладбищенскую часовню. В 1866 году был одобрен проект кирпичной церкви прусского архитектора Фридриха Густава фон Шахта. Строительство велось с 1868 по 1877 год на пожертвования прихожан. Большую часть средств пожертвовал граф Райнольд Тизенгаузен, владевший усадьбой Рокишкис. 4 декабря 1877 года в церкви была проведена первая служба. Внутреннее убранство не было завершено. Тем не менее, был установлен временный алтарь и орган из Парижа. В 1879 году под пресвитерием была освящена подземная часовня.
После смерти Райнольда Тизенгаузена в 1880 году работы по строительству церкви были продолжены его сестрой, Марией Пшездецкой-Тизенгаузен. В 1882 году установлен большой алтарь, изготовленный в известной парижской мастерской Placide Poussielgue-Rusand. Из-за того, что он оказался слишком низким, бельгийской мастерской Goyers в 1885 году был выполнен резной дубовый навес в готическом стиле. Эта же мастерская изготовила все деревянное оформление церкви: кафедру, скамьи, двери и т. п. Витражи были изготовлены в Вене в 1882 году. 24-регистровый орган был изготовлен фирмой «E. F. Walcker & Cie.» в Людвиксбурге. Из-за большой конструкции органа пришлось заложить предусмотренное проектом окно на фасаде церкви. Колокола были отлиты на варшавском литейном заводе Зволинского в 1883 году.
В 1880—1885 гг. по проекту архитектора Георга Вернера построена колокольня, часовня, ограда храма. 22 октября 1885 году храм освятил епископ Мечислав Паллулон.
В 1972—1986 годах выполнены работы по реставрации витражей церкви. В 1998—2002 годах отреставрирована колокольня и часовня, восстановлены часы на колокольне. В 2006 году установлена художественная подсветка.
В 1992 года церковно-приходской комплекс был внесен в реестр культурных ценностей Литвы.

## Архитектура
В архитектурном отношении церковь во имя Святого апостола и евангелиста Матфея представляет собой пример неоготического стиля, широко распространившегося в Европе во второй половине XIX века. Здание удлинённой прямоугольной формы, длиной 42,7 м и шириной 19,3 м. Рядом располагается колокольня высотой 56,5 м, связанная с церковью крытой галереей. Стены сложены из красного кирпича. Церковная ограда из красного кирпича на бутовом фундаменте. Двухстворчатые главные ворота металлические кованые. Перед главным фасадом церкви установлена статуя Девы Марии в открытой металлической часовне.
Внутреннее помещение храма состоит из центрального и двух боковых нефов. Главный алтарь с криптой расположен в дальнем конце нефа. Статуи алтаря, украшения и подсвечники выполнены из бронзы и позолочены. На задней стороне алтаря выгравированы имена и фамилии всех тех, кто способствовал строительству церкви: строительный комитет с одной стороны и мастера с другой стороны. По бокам от главного алтаря расположены бронзовые статуи Энгельбрехта и Райнольда Тизенгаузенов. Боковые алтари в конце левого и правого нефов посвящены Сердцу Иисуса и Деве Марии.
Большую художественную ценность представляет резная деревянная кафедра, выполненная из дуба. В интерьере храма выделяются витражи, изготовленные в Вене.

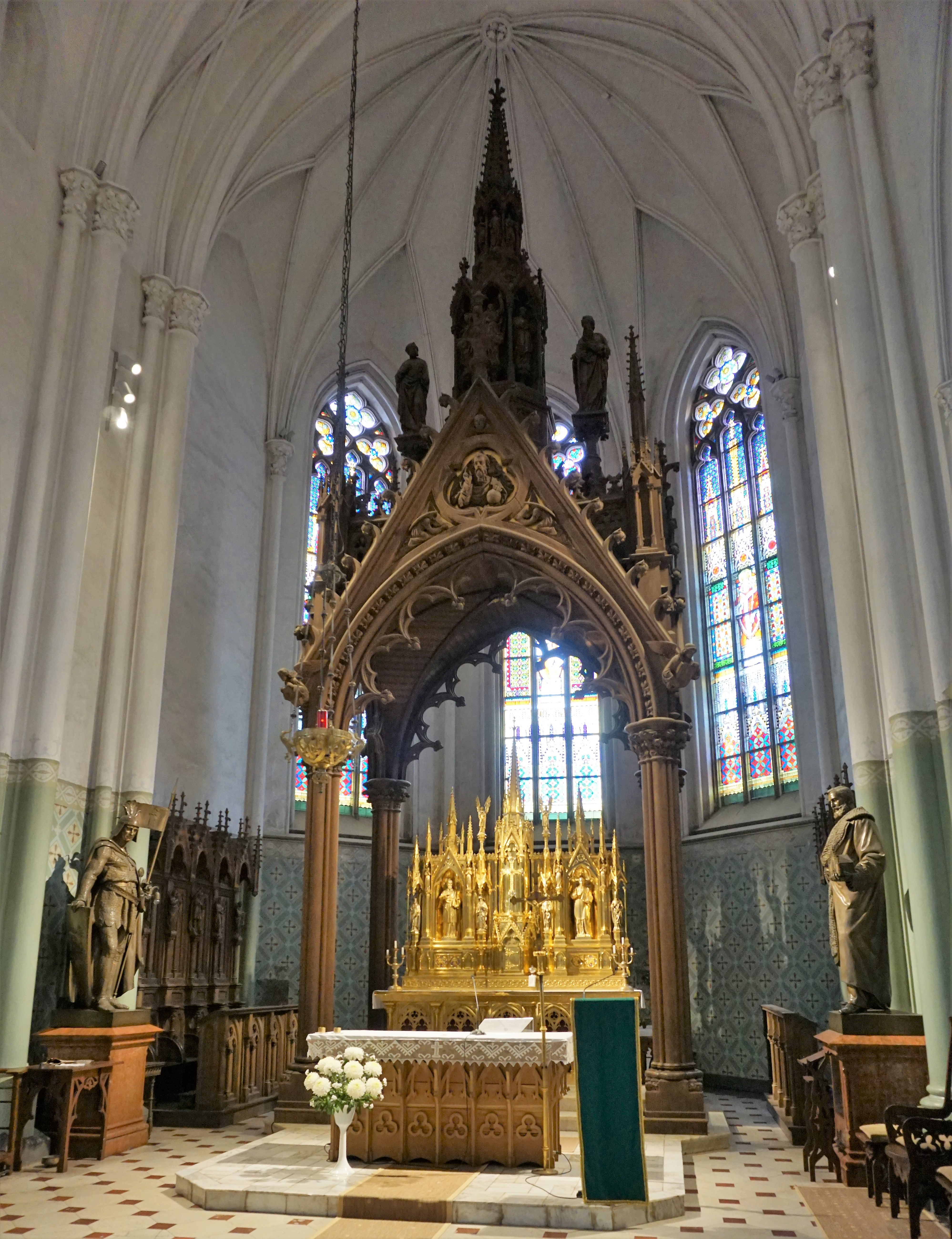
Главный алтарь
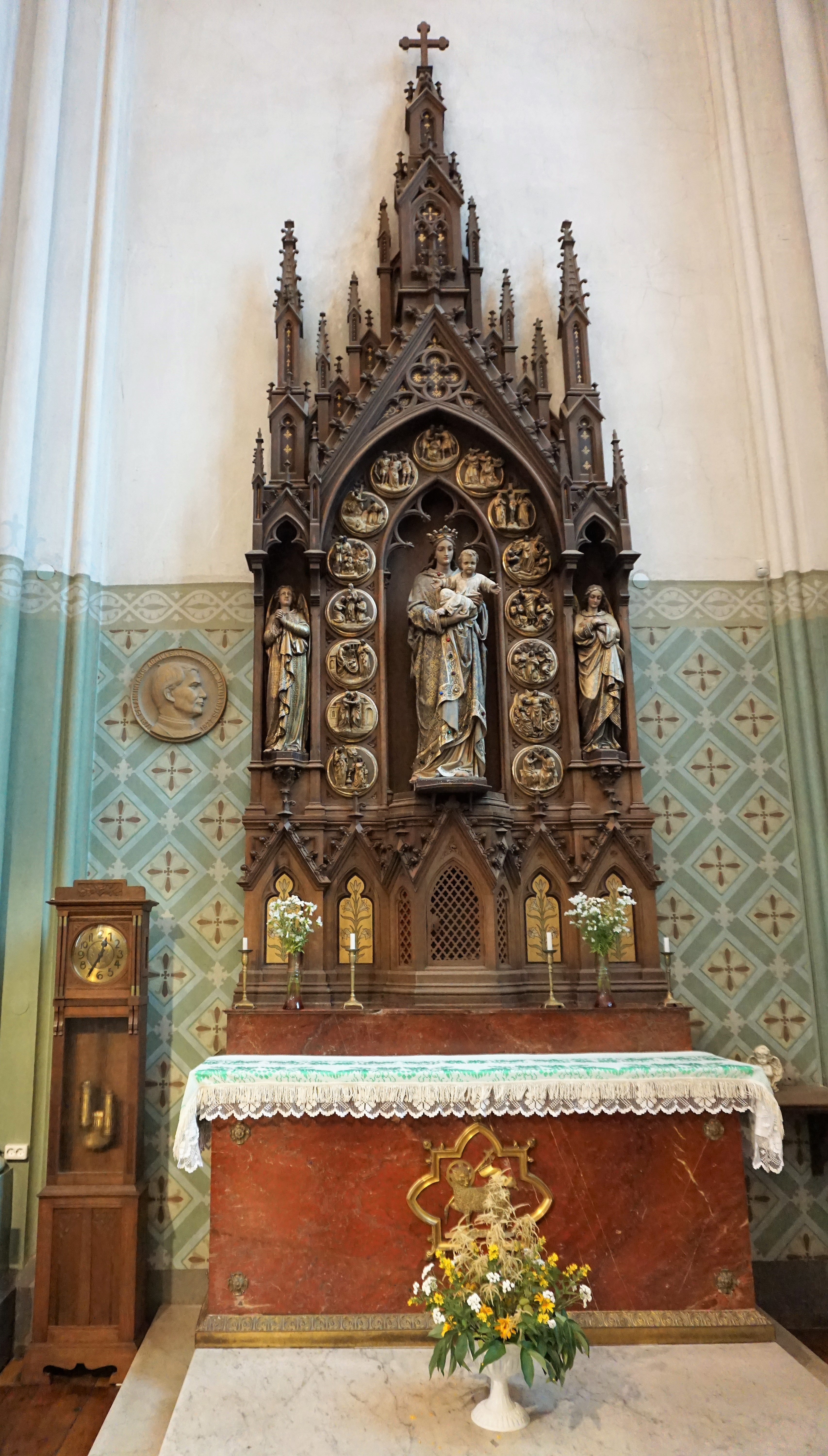
Правый алтарь
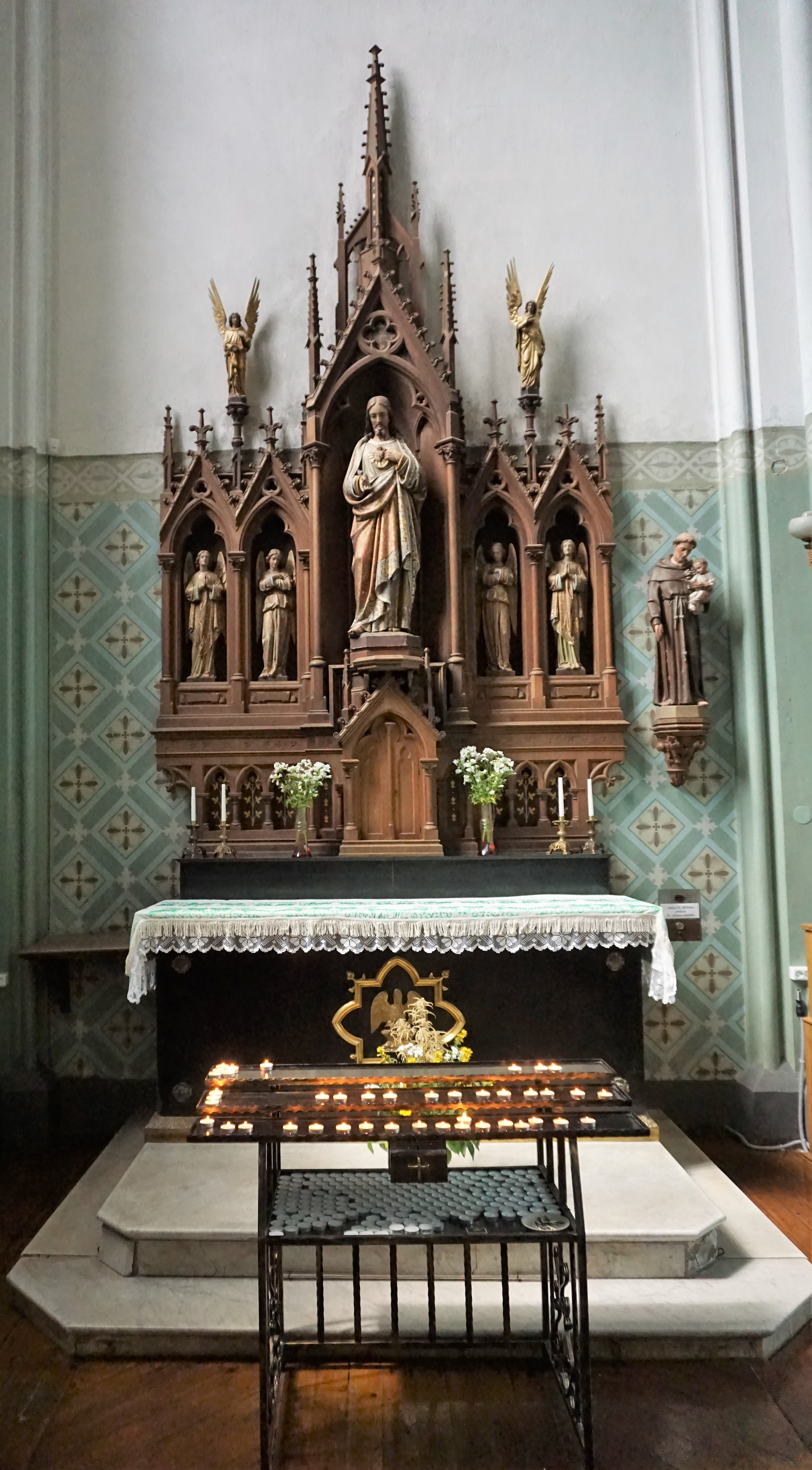
Левый алтарь
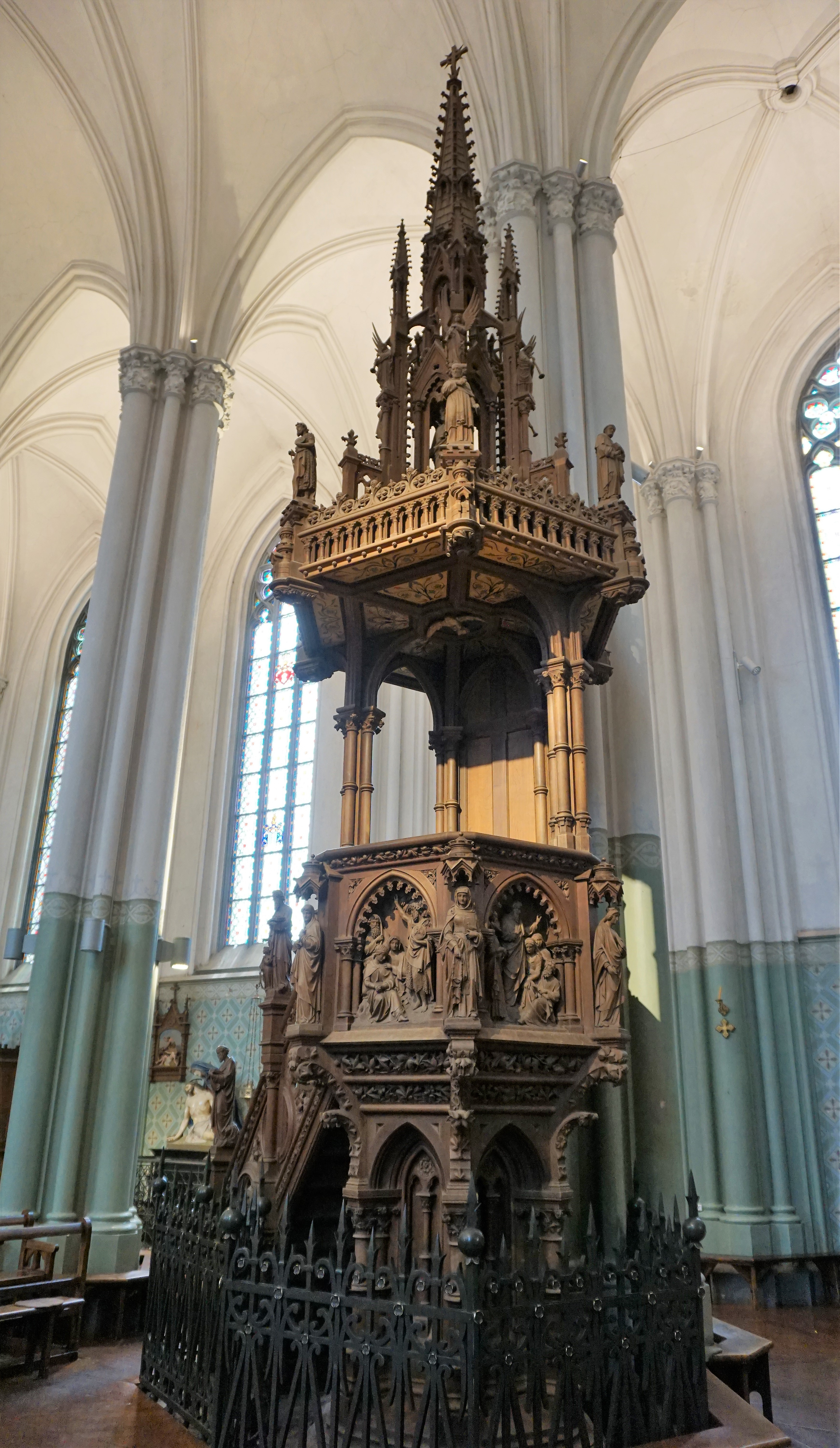
Кафедра